# M65 (Машрік)
M65 — основний маршрут із півночі на південь у міжнародній мережі доріг Арабського Машріку, що пролягає через західне узбережжя Червоного моря через Єгипет. Дорога починається в Ісмаїлії, а потім пролягає через Суец і Порт-Сафагу до суданського кордону в Халаїб.